# Charles Quint (bière)
Vous pouvez aider à l'améliorer ou bien discuter des problèmes sur sa page de discussion.
- Il ne cite pas suffisamment ses sources. Vous pouvez indiquer les passages à sourcer avec {{référence nécessaire}} ou {{Référence souhaitée}}, et inclure les références utiles en les liant aux notes de bas de page. (Marqué depuis avril 2021)
- Il contient une ou plusieurs listes. Le texte gagnerait à être rédigé sous la forme d’un ou plusieurs paragraphes synthétiques, afin d’être plus agréable à lire. (Marqué depuis avril 2021)

- Archive Wikiwix
- Bing
- Cairn
- DuckDuckGo
- E. Universalis
- Gallica
- Google
- G. Books
- G. News
- G. Scholar
- Persée
- Qwant
- (zh) Baidu
- (ru) Yandex
- (wd) trouver des œuvres sur Wikidata

La bière Charles Quint (appelée en néerlandais : Keizer Karel) est une bière belge brassée par la brasserie Haacht à Boortmeerbeek en province du Brabant flamand.

## Historique
La Charles Quint était à l'origine une bière brune titrant 9 % en volume d'alcool. Elle a été brassée pour la première en 1950 à l'occasion d'une célébration pour l'empereur Charles Quint à Beaumont. Dans les années 1970, elle était encore incluse dans la gamme de la brasserie Haacht puis disparut. La  Charles Quint Rouge Rubis réapparut en 1999.

## Chope
La bière est dédiée à l'empereur Charles Quint qui aurait été un amoureux de la bière. On lui attribue cette phrase célèbre : " Le sang de la vigne me convient bien moins que la fille de l’orge ! ".  La légende de Walcourt (actuellement en Belgique, province de Namur) raconte que l'empereur en visite dans ce village désira goûter la bière du pays. La patronne de l'auberge lui tendit une chope de bière en la tenant par l'anse. Charles Quint ne put donc s’en saisir. Il ordonna à son serviteur de faire livrer à l’aubergiste une chope à deux anses, une devant être tenue par l'aubergiste et l'autre par l'empereur. Plus tard, Charles Quint revint à cette auberge et la patronne émue devant un tel personnage tint la chope par les deux anses. Une chope à trois anses fut dès lors livrée et même une chope à quatre anses.
La bière Charles Quint est bue dans un verre mais la brasserie a également conçu une chope spéciale avec trois anses pour la région flamande suivant l'autre légende du pot d'Olen et une avec quatre anses pour la région wallonne.

## Variétés
Les trois bières Charles Quint sont des bières de fermentation haute refermentées en bouteille :
- Charles Quint Rouge Rubis

C'est une bière ambrée de 8,5 % d'alcool
- Charles Quint Blonde Dorée

Il s'agit d'une bière blonde titrant 8,5 % d'alcool
- Ommegang Charles Quint

C'est une bière blonde de 8 % d'alcool faisant référence à l'Ommegang de Bruxelles de 1549 en l'honneur de Charles Quint.